# Río de la Madre
El río de la Madre es un río de España de la cuenca mediterránea andaluza, que discurre en su totalidad por el territorio del suroeste de la provincia de Granada. 

## Curso
El río de la Madre nace del pequeño acuífero de los Rodaderos, en el término municipal de Alhama de Granada, que brota a través de varios manantiales de en la sierra de Tejeda, de los cuales uno de ellos da lugar al río de la Madre. Realiza un recorrido en dirección oeste-este hasta su desaparición en el poljé de Zafarraya, donde se filtra a través de la roca kárstica tras un trayecto de unos 13 km después de atravesar las poblaciones de Pilas de Algaida y Zafarraya.
Algunas fuentes consideran el río de la Madre un afluente del río Vélez, pues las aguas que se filtran en el poljé de Zafarraya a su vez desaguan en dicho río hacia el mar Mediterráneo.